# Geich (Langerwehe)
Geich ist ein nordöstlicher Ortsteil der Gemeinde Langerwehe im Kreis Düren und liegt nördlich der B 264 an der Landesstraße 13 (L 13) zwischen D’horn und Echtz. Geich besteht aus folgenden Straßen: Wasserfeld, Eichenweg, Herrengarten und Echtzer Straße.

## Geschichte
Der Ursprung des Ortes ist nicht bekannt, eine grobe zeitliche Einordnung kann anhand des Namens vorgenommen werden.
Der Name Geich könnte auf den römischen Ortsnamen Gaiacum zurückgeführt werden. Dieser wiederum lässt sich vom Personennamen Gaius herleiten oder es leitet sich von caium ab, das so viel wie Gehege bedeutet. Südöstlich des Ortes findet man Reste eines wahrscheinlich römischen Gebäudes im Feld und auch die Wiederverwendung von römischen Baumaterial beim Bau der Kapelle spricht für eine römische Siedlung.
In der südöstlichen Ecke der Nikolauskapelle wurde ein römischer Matronenstein verbaut, der einen bärtigen nackten Mann zeigt, wahrscheinlich den Hercules, Sohn des Gottvaters Zeus.
Im Mittelalter führte die Aachen-Frankfurter Heerstraße (auch Krönungsstraße genannt) unmittelbar durch Geich. Die heutige Echtzer Straße und der Herrengarten verlaufen auf der alten Trasse dieser ursprünglich 252 km langen Straße. Reisende auf dieser Straße waren u. a. im 9. Jahrhundert Einhard (Biograph Karls des Großen) und der ostfränkische König Ludwig der Deutsche. Im Jahre 1066 reiste König Heinrich IV. über diese Straße von Worms nach Aachen. König Philipp von Schwaben reiste zu seiner Krönung nach Aachen im Jahr 1205; genau wie Kaiser Friedrich Barbarossa, der am 9. März 1152 in Aachen gekrönt wurde. Er war es auch, der dem aus Kerpen stammenden königlichen Ministerialen Werner den Hof Echtz und das umliegende Land im 12. Jahrhundert zu Lehen gab. Dieser Ministerial baute sein Gutshaus auf einer Rodung im heutigen Merode und gründete damit die Herrschaft Merode, wozu Geich gehört.
Ab dem 13. Jahrhundert zogen unzählige Pilger zur Heiligtumsfahrt nach Aachen durch Geich. Hier kommen dann auch das Gasthaus und Hospital ins Spiel, welches in unmittelbarer Nähe zur Kapelle stand.
Von 1816 bis 1972 gehörten Konzendorf, Geich, Obergeich, Schlich, D’horn, Merode und Echtz zum Amt Echtz. Zum 1. Januar 1972 wurde aufgrund des Aachen-Gesetzes das Amt Echtz aufgelöst: die Gemeinde Echtz-Konzendorf wurde in die Kreisstadt Düren eingegliedert. Die Gemeinden Geich-Obergeich und D’horn wurden nach Langerwehe eingemeindet.
Der Ort wird vom Geicher Bach durchflossen. Er wurde bis in den 1960er Jahren vollständig verrohrt. Ursprünglich floss er im offenen Bachlauf durch Geich und durchfloss in der Dorfmitte einen Tümpel, den so genannten „Entenpool“. Hier trafen sich die Haus- und Nutztiere des Dorfes zum Saufen und Baden. Dadurch und durch die Nutzung als Abwasserkanal stank der Bach vor allem bei Niedrigwasser erheblich. Der Tümpel wurde nach der Fertigstellung des Betonbachbettes zugeschüttet und es wurde ein Dorfplatz mit Kriegerdenkmal, Sitzgelegenheit, Bäumen und Rasen angelegt.

## Bauwerke
Bekannt ist die Nikolaus-Kapelle, die als eines der ältesten historischen Baudenkmäler des Kreises Düren gilt. Sie stammt aus dem 12. bis 13. Jahrhundert. Im kleinen Turm der Kapelle befinden sich zwei wertvolle Glocken aus dem Mittelalter, die Marienglocke von 1433 und eine kleinere Glocke aus dem 15. Jahrhundert. Beide stammen vermutlich von einem Kölner Glockengießer. In späteren Zeiten befand sich neben der Kapelle ein Hospital oder Gasthaus. Es bot den Reisenden, die auf der unmittelbar vorbeiführenden Aachen-Frankfurter Heerstraße unterwegs waren, eine Übernachtungs- und Verpflegungsmöglichkeit. Urkundlich erwähnt ist die Kapelle im Zusammenhang mit dem Kloster Schwarzenbroich, das im Jahr 1340 von Werner von Merode gegründet wurde.
Anfang des 19. Jahrhunderts wurde im Ort Geich selbst ein Kloster der Väter des Heiligen Geistes eingerichtet, das die Betreuung der Gasthaus-Kapelle und des Hospitals übernahm. Nach der Zerstörung im Krieg sind nur noch Teile des Klosterkellers erhalten geblieben, auf die neue Häuser gebaut wurden (heute Echtzer Straße 6–8).
Die alte Schule in Geich wurde ab dem 9. März 1892 nach Eingang der Genehmigung durch den königlichen Landrat gebaut. Die Planung wurde durch den Ingenieur August Breuer, Rölsdorf, ausgeführt. Als Bauunternehmer für die schlüsselfertige Errichtung wurde Jacob Kuckertz, Langerwehe, beauftragt. Von der Firma Peter Josef Schöller, Langerwehe, wurde ein „Circulations-Ofen mit Mantelumhüllung und Röhren“ eingebaut. Am Montag, dem 18. April 1893, begann der Unterricht unter dem Lehrer Wilhelm Bardohl. Er unterrichtete 54 Kinder der Jahrgänge 1879 bis 1887 in einer Klasse. Ihm folgten die Lehrer Franz Schmitz, Karl Giebfried und Heinrich Hoffmann. Im Zweiten Weltkrieg war die Schule von September 1944 bis Herbst 1947 geschlossen. Nach der Wiederinbetriebnahme wurden zeitweise zwei Klassen abwechselnd unterrichtet. Der letzte Lehrer war Heinrich Kasmann bei der endgültigen Schließung der Schule im Sommer 1968. Seine Tochter Maria Kasmann kaufte die Schule und baute sie zum Wohnhaus mit parkähnlichem Garten um. Seit 2003 ist das Haus im Besitz der Familie Heinzen-Berg, die langfristig eine komplette Sanierung und Restaurierung anstrebt.

## Verkehr
Die nächsten Bahnhöfe an der Schnellfahrstrecke Köln–Aachen sind Langerwehe und Düren.
Die AVV-Buslinie 237 des Rurtalbus verbindet Geich mit den Nachbarorten sowie mit Langerwehe-Mitte und Düren. An Schultagen verkehrt zudem die Linie 266.
| Linie | Verlauf |
| ----- | --- |
| 237   | Düren Bf/ZOB – StadtCenter – (Mariaweiler Gesamtschule –) Mariaweiler – Echtz Badesee – Echtz – Geich – Obergeich – D’horn – (Schlich –) Merode – Pier – Jüngersdorf – Langerwehe Markt – Langerwehe Bf |
| 266   | (Verstärkerfahrten) Langerwehe – Schlich Grundschule |

Die L 13 führt unmittelbar durch Geich und stellt einen Autobahnzubringer zur A 4 über die Autobahnanschlussstelle Düren dar.

## Vereine
- Männergesangsverein „Liederkranz“ Geich e. V., gegründet 1889
- Freiwillige Feuerwehr, Löschgruppe Geich-Obergeich, gegründet 1920er Jahre
- Maigesellschaft Geich, Neugründung 1995
- Kapellenbauverein, Neugründung nach dem Krieg zum Wiederaufbau der Kapelle
- Dorfgemeinschaft Geich